# Pedro Atanasio Bocanegra

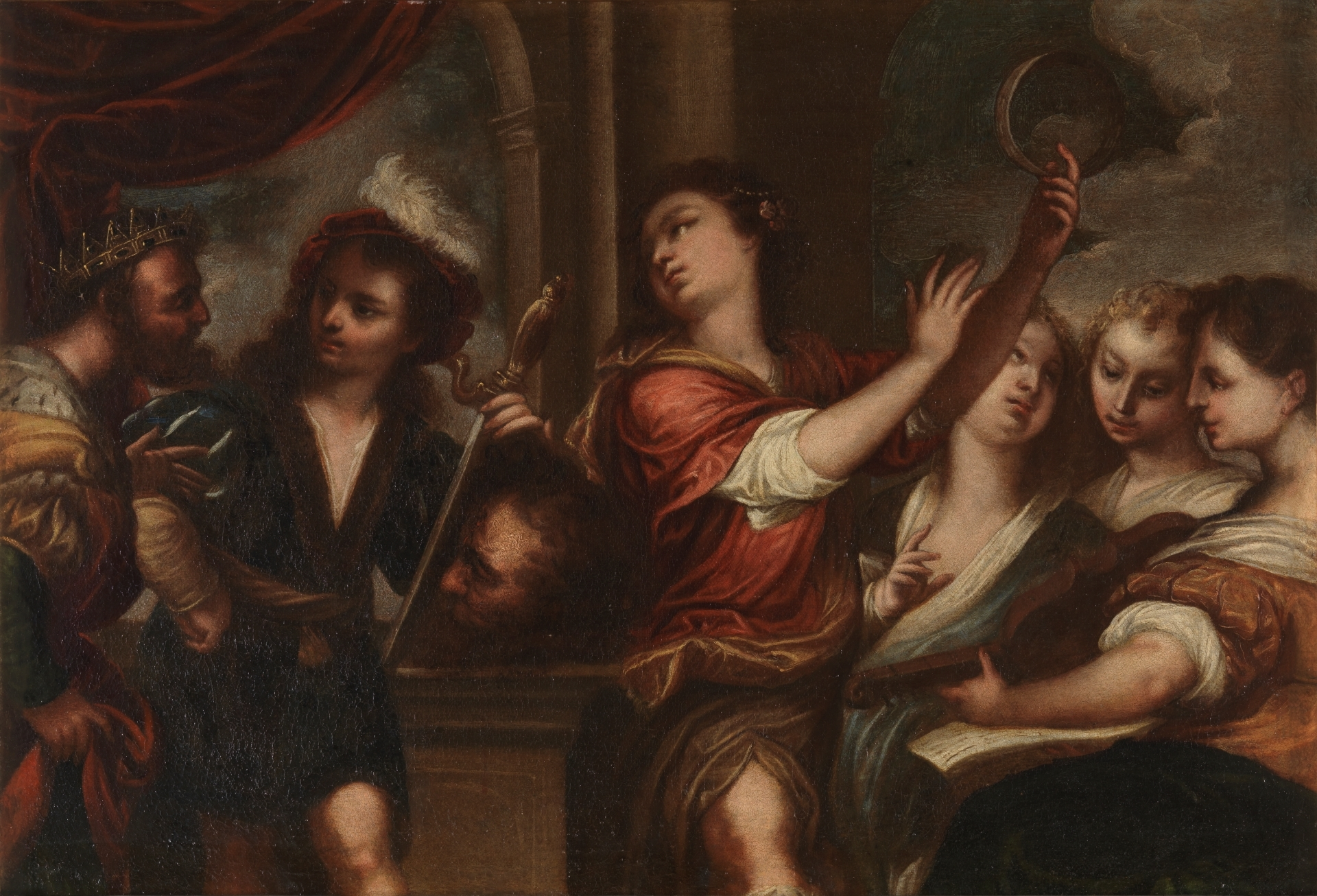
El triunfo de David, óleo sobre lienzo, 56 x 81 cm, Madrid, Museo del Prado.

Pedro Atanasio Bocanegra (Granada; 12 de mayo de 1638-17 de enero de 1689) fue un pintor español del barroco.

## Biografía
Discípulo de Alonso Cano, Pedro de Moya y Juan de Sevilla, su primera obra conocida la constituyen las decoraciones de las fiestas del Corpus Christi de su ciudad natal en 1661.
En 1670 concluye las pinturas para la granadina iglesia de los Santos Justo y Pastor.
Nombrado pintor de la catedral, en su extensa aunque desigual obra predominan los temas religiosos: Aparición de la Virgen a San Bernardo, Virgen del Rosario.
Hombre orgulloso y pagado de sí mismo, en 1676 viajó a Madrid tras haber recalado en Sevilla. En la capital gozó de la protección de Antonio Sebastián de Toledo Molina y Salazar, marqués de Mancera, gracias a lo cual obtuvo el título de pintor del rey. Palomino refiere diversos incidentes de Bocanegra con otros pintores madrileños, fruto de su altivez.
Su estilo se acerca mucho al de su maestro Cano, consiguiendo un gran encanto en sus imágenes religiosas, representadas con mucha delicadeza. Su debilidad en el dibujo la compensó con un agradable colorido, que muestra un interés por el arte flamenco, en especial el de Anton Van Dyck.
Famoso en su época, fue uno de los autores más representativos de la escuela granadina.

## Obras destacadas

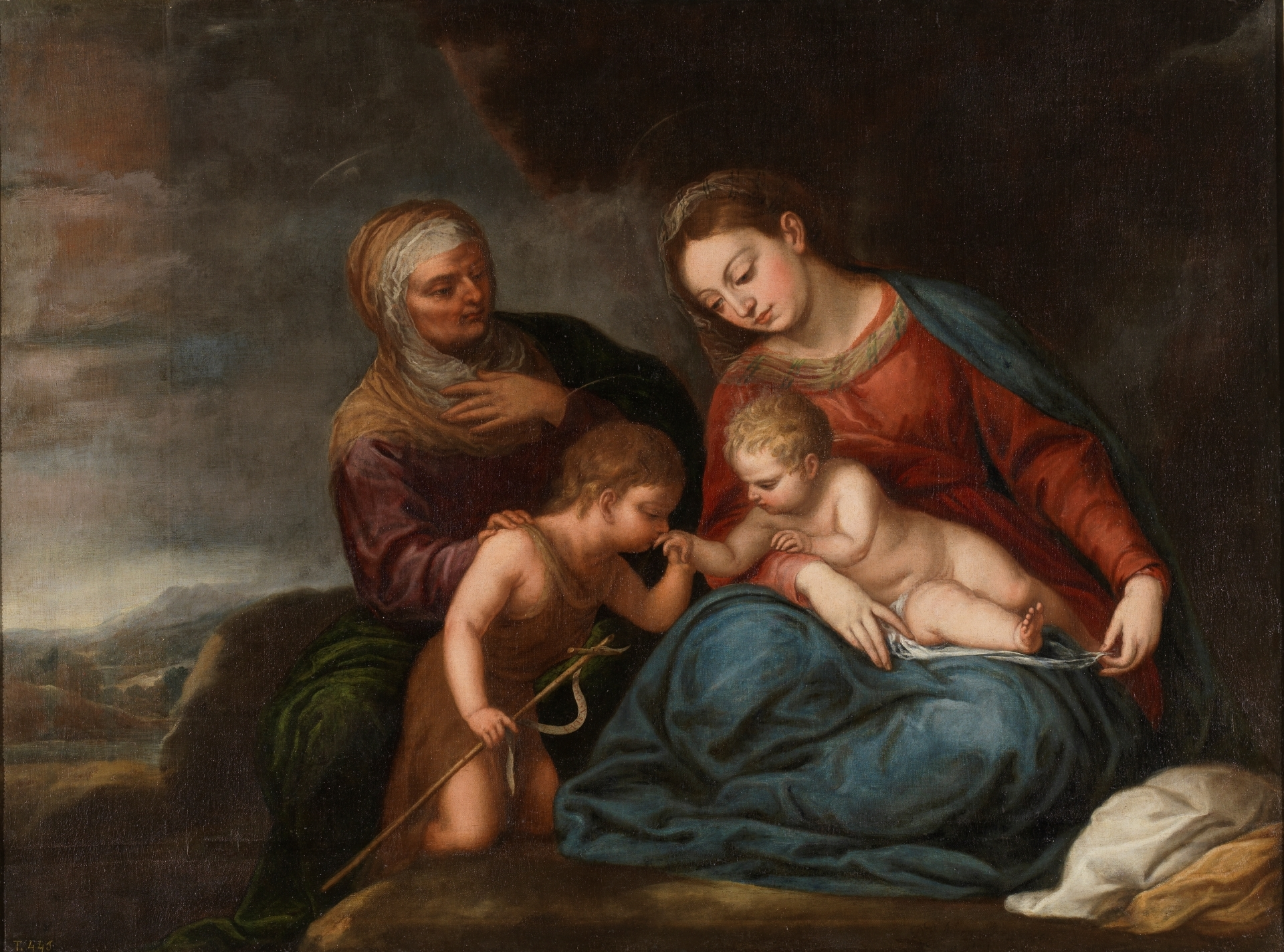
Virgen con el Niño y Santa Isabel y San Juanito, óleo sobre lienzo, 127 x 166 cm, Museo del Prado.

- Triunfo de David (Museo del Prado, Madrid)
- Virgen con el Niño y Santa Isabel y San Juanito (Museo del Prado, Madrid)
- Alegoría de la peste (Museo Goya, Castres)
- Inmaculada Concepción (Museo Diocesano de Arte Sacro, Vitoria)
- Adoración de la Eucaristía (convento de las Góngoras, Madrid)
- Alegoría de la Justicia (1676, Academia de San Fernando, Madrid)
- Virgen con el Niño y retratos (Colección Particular, Madrid)
- San Félix de Valois (Capilla de Santa Ana, Catedral de Granada)
- San Juan de Mata (Capilla de Santa Ana, Catedral de Granada)
- Cristo atado a la columna de la iglesia de la Encarnación de Laujar de Andarax, (Almería) de 1671.
- La Virgen María y San Bernardo de Claraval , atribuido,  presidiendo el retablo de la capilla de la Piedad de la catedral de la Encarnación de Almería.
- Virgen del Rosario (Monasterio de Nuestra Señora de la Asunción, Granada)